# 高橋一清
高橋 一清（たかはし かずきよ、1944年8月5日 - ）は、日本の編集者。松江観光協会観光文化プロデューサー。元『別冊文藝春秋』編集長。島根県益田市出身。早稲田大学第一文学部卒。日本ペンクラブ会員。堀川潭はおじに当たる。

## 経歴
1967年、早稲田大学第一文学部を卒業後、文藝春秋に入社。『文學界』『オール讀物』『文藝春秋』『別冊文藝春秋』などの編集部、出版部に配属され、多くの作家デビューに携わる。1990年、『別冊文藝春秋』の編集長に就任。1994年、文春文庫の部長に就任。1996年、文藝振興部長に就任。日本文学振興会事務局を担当。1997年から日本文学振興会理事となる。
2005年、文藝春秋を退社し、地元島根県益田市へUターン。同年、松江市観光協会観光文化プロデューサーに就任。松江市文化協会が発行する松江文化情報誌『湖都松江』の編集を務める。「松江文学学校」を主宰。
徳川夢声没後30年の2001年より2010年まで、話芸に秀でた人を表彰する「徳川夢声市民賞」を主宰。

## 著書
- 『あなたも作家になれる』（ベストセラーズ、2008年）
  - 『芥川賞・直木賞をとる!　あなたも作家になれる』（河出文庫、2015年）
- 『編集者魂』（青志社、2008年）
  - 『編集者魂　私の出会った芥川賞・直木賞作家たち』（集英社文庫、2012年）
- 『作家魂に触れた』（青志社、2012年）
- 『百册百話』（青志社、2014年）
- 『近影遠影　あの日あの人』（青志社、2017年）
- 『芥川賞直木賞秘話』（青志社、2020年）

編著
- 『日本人の原風景1 古事記と小泉八雲』（池田雅之共編、かまくら春秋社、2013年）
- 『松江怪談』（今井出版、2015年）